# Frank Kelly (Fußballspieler, 1892)
Francis David „Frank“ Kelly (* 8. Dezember 1892 in Glasgow; † 5. Mai 1919 in Montargis) war ein schottischer Fußballspieler, der in der Scottish Football League für den FC Motherwell und Celtic Glasgow spielte.

## Persönliches Leben
Frank Kelly wurde als ältester Sohn des Celtic-Spielers und Vorsitzenden James Kelly (1865–1932) in Glasgow geboren. Sein jüngerer Bruder Robert Kelly (1902–1971) wurde ebenfalls Vorsitzender bei Celtic. Er wurde nach seinem Großvater Francis McErlean benannt, der einer der Gründungsväter von Celtic war.

## Karriere
Frank Kelly galt als guter Dribbler, und schneller Spieler der präzise Flanken schlagen konnte und einen großartigen Schuss hatte. Er wechselte 1915 von der Juniorenmannschaft Blantyre Victoria zum FC Motherwell. In vier Jahren im Fir Park bestritt er 83 Ligaspiele und erzielte dabei 16 Tore. Vor dem Beginn des Ersten Weltkriegs spielte er mit Celtic Glasgow auf einer Tournee durch Deutschland in Leipzig und Berlin. Er stand während der Kriegsjahre weiterhin in Motherwell unter Vertrag, seine Karriere wurde durch die anhaltenden Ereignisse des Ersten Weltkriegs unterbrochen. Als Außenstürmer absolvierte Kelly, 1918 als Gastspieler zwei Ligaspiele für Celtic Glasgow. Sein Debüt gab er am 2. Februar 1918 bei einem 2:0-Auswärtssieg gegen den FC Queen’s Park. In dieser Saison wurde Celtic Vizemeister mit einem Punkt Rückstand auf die Glasgow Rangers. Im September 1918 trat er erneut in der Liga für Celtic an, bei einem 3:1-Sieg über Third Lanark. Celtic revanchierte sich in der Spielzeit 1918/19 mit der Meisterschaft mit einem Punkt vor den Rangers. Darüber hinaus sollte er für die „Hoops“ weitere Einsätze in kleineren Pokalwettbewerben bestreiten. Er gehörte zu der Mannschaft, die 1918 den Navy and Army War Fund Shield gegen Greenock Morton und den Glasgow Merchants Charity Cup gegen Partick Thistle gewann.

## Tod
Während des Ersten Weltkriegs diente er während der gesamten Kriegsjahre als Private im Bataillon der Cameronians bei den Scottish Rifles. Kelly überlebte den Krieg, kam jedoch am 5. Mai 1919 im französischen Montargis beim Versuch, auf einen Zug zu springen im Alter von 27 Jahren ums Leben. Er wurde auf dem Montargis Communal Cemetery beigesetzt.

## Erfolge
mit Celtic Glasgow:
- Glasgow Merchants Charity Cup: 1918
- Navy and Army War Fund Shield: 1918
- Schottischer Meister: 1919